# Amtsgericht Spaichingen
Das Amtsgericht Spaichingen ist ein Gericht der ordentlichen Gerichtsbarkeit und eines von sechs Amtsgerichten (AG) im Bezirk des Landgerichts Rottweil.

## Gerichtssitz und -bezirk
Sitz des Gerichts ist die Stadt Spaichingen im Landkreis Tuttlingen. Der 225 km² große Gerichtsbezirk erstreckt sich auf das Gebiet der Gemeinden Aldingen, Balgheim, Böttingen, Bubsheim, Deilingen, Denkingen, Dürbheim, Durchhausen, Egesheim, Frittlingen, Gosheim, Gunningen, Hausen ob Verena, Königsheim, Mahlstetten, Reichenbach am Heuberg, Spaichingen, Talheim, Trossingen und Wehingen. In ihm leben rund 61.600 Menschen.
Die Zwangsversteigerungs- und Zwangsverwaltungsverfahren sowie die Familiensachen aus dem Bezirk des AG Spaichingen sind dem Amtsgericht Tuttlingen übertragen. Die Aufgaben des Insolvenzgerichts nimmt das Amtsgericht Rottweil wahr. Mahnverfahren bearbeitet das Amtsgericht Stuttgart als Zentrales Mahngericht.

## Gebäude
Das Gericht ist im ehemaligen königlichen Oberamtsgebäude Hauptstraße 72 untergebracht. Der denkmalgeschützte Altbau wurde 1997 renoviert und erweitert.

## Übergeordnete Gerichte
Dem Amtsgericht Spaichingen ist das Landgericht Rottweil unmittelbar übergeordnet. Zuständiges Oberlandesgericht ist das Oberlandesgericht Stuttgart.